# 显微镜下的大明
《显微镜下的大明》是马伯庸创作的历史类纪实文学，由湖南文艺出版社于2019年首次出版。

## 内容简介
本书讲述了六个明代基层政治事件：徽州丝绢案、婺源龙脉保卫战、杨干院律政风云、大明黄册的前世今生、彭县小吏舞弊案和正统年间的岳邱郝沈冤案，从六个故事中展现了明代的政治生态图景。

## 评价
本书位列2019年豆瓣年度读书榜单历史·文化类第1名。
由本书改编的电视剧《显微镜下的大明之丝绢案》由潘安子导演，马伯庸、周荣扬编剧，2023年于爱奇艺播出。

## 外部連結
- 豆瓣读书上《显微镜下的大明》的資料 （简体中文）